# Slagelse FH
Slagelse FH is een Deense handbalclub uit Slagelse. Het eerste damesteam komt uit in de GuldBageren Ligaen, de hoogste divisie in het dameshandbal in Denemarken, en wordt getraind door René Dehn en Lars Folke Nedergaard. Het eerste herenteam speelt in de eerste divisie en wordt getraind door René Dehn.

## Clubgeschiedenis
Slagelse FH is opgericht in 1966 en zowel het heren- als het damesteam speelde lange tijd in de lagere divisies van het Deens clubhandbal. In 1999 kwam daar voor het damesteam verandering in, nadat Anja Andersen (voormalig Europees, wereld- en olympisch kampioen) het trainerschap op zich nam en een aantal van de beste Deense handbalspeelsters wist aan te trekken. Onder haar leiding bereikte de club de top van de eredivisie en won deze in 2003, 2005 en 2007. Bovendien won de club driemaal de EHF Champions League (2004, 2005 en 2007).
Na seizoen '07-'08 verliet Andersen de club en werd trainer van FCK Håndbold. Speelsters Ana Batinic, Marianne Bonde, Cecilie Leganger, Anne Loft, Mette Melgaard, Maja Savic en Emiliya Turey volgden haar, evenals een aantal sponsors. Slagelse FH kon deze kaalslag niet verwerken, ging in februari 2009 failliet en eindigde in het seizoen '08-'09 als laatste in de GuldBageren Ligaen en degradeerde daardoor zonder nacompetitie te mogen spelen.